# 標準化死亡比
標準化死亡比（ひょうじゅんかしぼうひ、英語: standardized mortality ratio 、略:SMR）とは、期待死亡数（観察集団に基準集団の年齢階級別死亡率を当てはめて算出）と実際の死亡数の比をいう。標準化死亡比は比で表す場合と百分率で表す場合(厚生労働省統計)がある。
{\displaystyle \mathrm {SMR} ={\frac {A}{B}}\,(\times 100)}
ここに、A:実際の死亡数、B:計算上の期待（予想）死亡数である。

## 具体的な計算方法
年齢構成の異なる集団で単純に死亡率で死亡状況の比較はできない。理由は、高齢者の多い集団では観測する死亡者は多く、若年層が多い集団では観測する死亡者は少ないからである。
以下に簡単に計算方法を示す。(紙面の関係で4階級の年齢の例とするが、階級数が増えても同様である。）
| 年齢階級  | 基準集団 | 基準集団 | 観察集団 | 観察集団 | 観察集団   |
| --------- | -------- | -------- | -------- | -------- | ---------- |
| 年齢階級  | 人口     | 死亡数   | 人口     | 死亡数   | 期待死亡数 |
| 40歳未満  | 80000    | 80       | 3000     | 6        | 3 (A)      |
| 40歳―64歳 | 80000    | 160      | 6000     | 6        | 12 (B)     |
| 65歳以上  | 40000    | 160      | 9000     | 18       | 36 (C)     |
| 合計      | 200000   | 400      | 18000    | 30       | 51 (D)     |

基準集団の40歳未満の死亡率は {\displaystyle 80/80000} であるので、この死亡率を観察集団に適応すると期待死亡数（A)は以下となる。
{\displaystyle {\frac {80}{80000}}\times 3000=3\cdots (A)}
同様に（B)(C)を計算し、(A)(B)(C)の合計（D)を得る。
{\displaystyle 3+12+36=51\cdots (D)}
観察集団の実死亡数をこの期待死亡数で除し、標準化死亡比を得る。
{\displaystyle \mathrm {SMR} ={\frac {30}{51}}\times 100=58.8}
参考までに英語: Standardised mortality rate SMRとは略称も同一であるが別概念である。

## 標準化死亡比と基準死亡率
厚生労働省統計の標準化死亡比は、基準死亡率（人口10万対の死亡数）を対象地域に当てはめた場合に計算により求められる期待される死亡数と、実際に観察された死亡数とを比較するもの。日本での平均を100としているので、標準化死亡比が100以上の場合には「平均より死亡率が多い」と判断される。標準化死亡比は、基準死亡率と対象地域の人口を用いれば簡単に計算できるので、地域別の比較に用いられる。2017年1月9日放送のNHKスペシャル『東日本大震災「それでも、生きようとした〜原発事故から5年」 』で、福島県における自殺のSMR値が震災から4年目の2015年に急激に上昇した、と報じられた。

基準死亡率は年齢階級別、死因別に求められている。都道府県別、死因別の年齢調整死亡率は、昭和35年から5年ごとに、全国の死因別の年齢調整死亡率については昭和22年から毎年算出している。

## 関連
小規模観察母集団の年齢調整死亡率を以下の式で求めることができる。(間接法）
　観察集団の年齢調整死亡率 = 基準集団の死亡率 × 観察集団の標準化死亡比